# Wieża Armier
Armier Tower (malt. It-Torri tal-Aħrax) – jedna z trzynastu małych umocnionych kamiennych wież obserwacyjnych zbudowana za czasów wielkiego mistrza  kawalerów maltańskich Martina de Redin na wyspie Malta. Wieże zostały zbudowane pomiędzy rokiem 1658 a 1659. Każda z wież znajduje się w zasięgu wzroku z sąsiedniej. Służyły one jako wieże komunikacyjne pomiędzy Gozo i Wielkim Portem, oprócz funkcji obserwacyjno-ostrzegawczych przed piratami pełniły funkcje obronne.
Wieża Armier jest usytuowana na północno-zachodnim brzegu Malty. Strzeże obszaru pomiędzy Maltą a wyspami Comino oraz Gozo. Usytuowana jest na północ od wsi Mellieħa na cyplu pomiędzy zatokami Armier oraz Ahrax. Została zbudowana w latach 1658-1659. Składa się z dwóch pomieszczeń usytuowanych nad sobą. Nad wejściem znajduje się inskrypcja wyryta w kamieniu:
FR.D. MARTINVS DE REDIN MARGO S.R.H. MAGISTRO SEXTAM SPEULAM. PRO GARINARVM. AC INCOLARVM TUTORI STATIONE, ERIGENTI, MELITEN S. POPVLVS PRINCIPI SVO CLEMENT PRO. VT IN CORDE. SIC IN L..RIDE GRATES DEBITAS REDDEBAT AN. 1658.

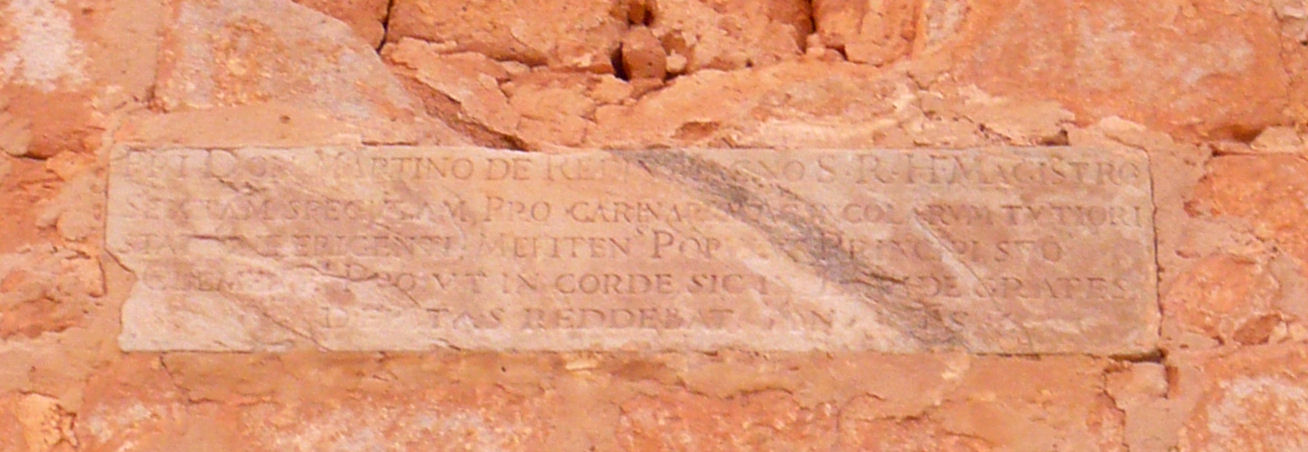
Inskrypcja na Armier Tower

Do czasów obecnych wieża została częściowo przebudowana, dobudowano do niej przybudówkę, a służyła różnym celom militarnym, m.in. jako magazyn broni.
Została wpisana na listę National Inventory of the Cultural Property of the Maltese Islands pod numerem 00032.